# توموكو نينوميا
توموكو نينوميا (باليابانية: 二ノ宮 知子) مواليد 25 مايو 1969، هي فنانة مانغا يابانية. معروفة بصنع سلسلة نودام كانتابلي التي فازت بجائزة كودانشا للمانغا في سنة 2004 عن فئة مانغا شوجو.

## وصلات خارجية
- توموكو نينوميا على موقع IMDb (الإنجليزية)
- توموكو نينوميا على موقع قاعدة بيانات الفيلم (الإنجليزية)
- توموكو نينوميا على موقع ANN person (الإنجليزية)

- الموقع الرسمي